# Grégory Coupet
Grégory Coupet, né le 31 décembre 1972 au Puy-en-Velay (Haute-Loire), est un footballeur international français qui évolue au poste de gardien de but du milieu des années 1990 jusqu'au début des années 2010.
Formé à l'AS Saint-Étienne avec laquelle il signe son premier contrat professionnel en 1993, il rejoint l'Olympique lyonnais en 1997. Coupet remporte sept titres de champion de France avec la formation rhodanienne entre 2002 et 2008 ainsi qu'une Coupe de France en 2008. Après une saison à l'Atlético Madrid, il termine sa carrière au Paris Saint-Germain.
Il compte 34 sélections en équipe de France avec laquelle il est finaliste de la Coupe du monde 2006 et remporte la Coupe des confédérations en 2001 et 2003.
Après avoir mis un terme à sa carrière professionnelle en 2011, il devient consultant sportif sur la radio RMC ainsi que sur les chaînes télévisées CFoot et beIN Sport. Il a également été l'entraîneur des gardiens de l'Olympique lyonnais, du Dijon FCO, des Girondins de Bordeaux et de l’AS Cannes où il est actuellement en poste.  

## Biographie

### Jeunesse au Puy-en Velay (1972-1990)

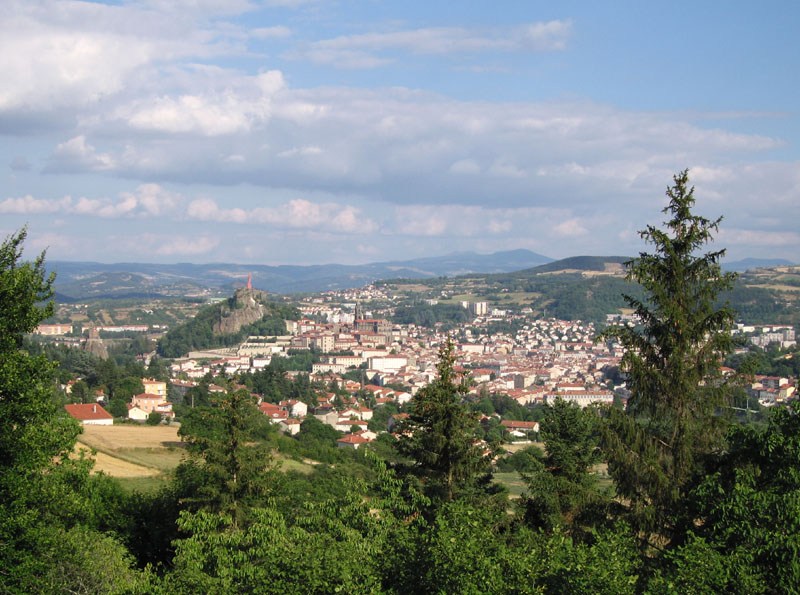
Natif d'Auvergne, Coupet passe sa jeunesse au Puy-en-Velay.

Grégory Coupet naît le 31 décembre 1972 au Puy-en-Velay (Haute-Loire). Cadet de la famille, Coupet a une sœur : Anne-Sylvie Roche qui deviendra son attaché de presse au cours de sa carrière. La famille Coupet habite à Lissac, petit village de campagne situé à quatorze kilomètres du Puy-en-Velay. Coupet vit une enfance banale, couvé par ses parents, et joue alors au football comme loisir. Peu fan du ballon rond, le jeune garçon ne regarde que les matchs de l'équipe de France ainsi que les émissions dominicales Téléfoot et Stade 2. Il suit également le tournoi des cinq nations avec son père. En 1977, à l’âge de 5 ans, il prend sa toute première licence de football au COP, le Club olympique du Puy. Situé à 20 kilomètres de chez lui, Coupet rejoint le club dans le but de « s'amuser sur les terrains ». Au bout de quelques mois, il découvre par curiosité le poste de gardien de but. Cette différence par rapport aux joueurs de champ, les responsabilités à assumer, l'attrait de la tenue et la possibilité de commander ses défenseurs séduisent le jeune Coupet,. À l'époque, sa référence se nomme Joël Bats, son futur coach des gardiens. À l'école, dirigée par des sœurs catholiques, il se fait souvent réprimander et ne brille pas tellement en cours.
Alors que Coupet atteint l'âge de 12 ans, les médecins s'aperçoivent qu'il ne grandit pas. Légèrement enveloppé, Coupet subit rapidement les moqueries de ses camarades. Footballistiquement, ses qualités sont reconnues mais sa taille lui fait défaut, selon ses entraîneurs. Après avoir fait des radios positives, le jeune Coupet se fixe plusieurs entraînements supplémentaires axés sur la musculation, l'endurance et le jeu au pied qu'il perfectionne avec son père. C'est lors de cette période qu'il acquiert une grande volonté de travail et une motivation permanente. Tous ces efforts lui permettent d'intégrer l'équipe des cadets nationaux. N'étant pas sûr de devenir footballeur professionnel, Coupet continue ses études et poursuit un BEP comptabilité. Par la suite, il participe à un stage organisé par le gardien emblématique de l'AS Saint-Étienne Jean Castaneda où il finit meilleur gardien. Après l'arrivée de Gilbert Ravanello (ancien joueur de l’Olympique Lyonnais) à la tête de l'équipe première du COP, Grégory Coupet s'affirme. Ravanello parle alors de Coupet à l'AS Saint-Étienne qui est en partenariat avec le Puy. Malgré d'autres contacts avec l'AJ Auxerre, cet échange lui permet de passer un test au stade Geoffroy-Guichard. Ce dernier étant concluant, l'ASSE le rappelle pour participer au tournoi de Saint-Joseph. À l'issue de ce tournoi, il est engagé par le club professionnel.

### Formation et débuts en pro à l'AS Saint-Étienne (1990-1997)

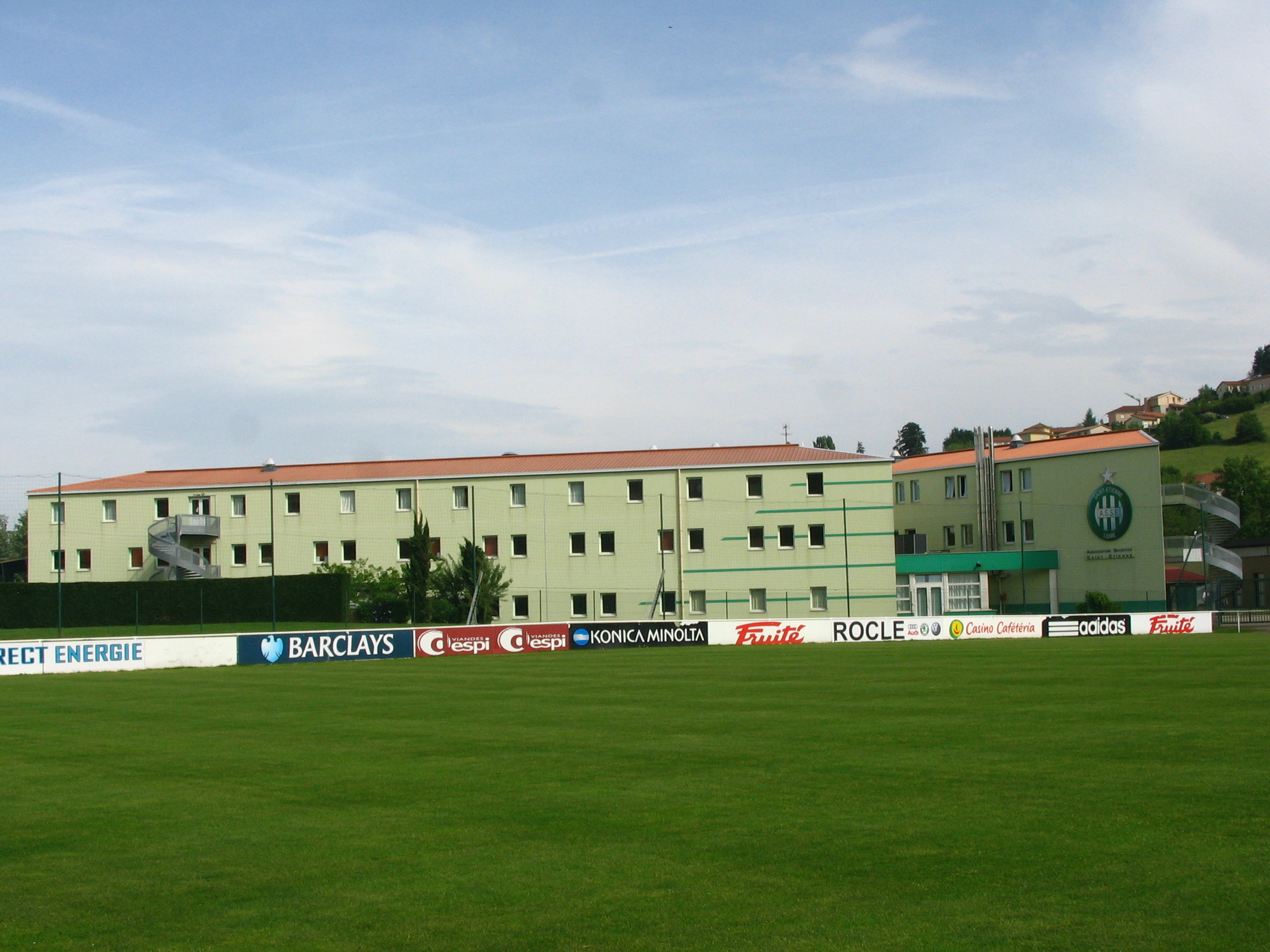
Grégory Coupet effectue sa formation au Centre de l'Étrat.

Grégory Coupet intègre le centre de formation de l'Étrat à l'âge de 17 ans. Lors de sa première saison (1990-1991), après avoir commis une « bourde », Coupet se rend compte qu'il est désormais livré à lui-même. C'est lors de sa deuxième année de formation, toujours stagiaire, qu'il intègre l'équipe réserve de l'ASSE. La saison suivante (1992-1993), il découvre l'équipe professionnelle et participe aux entraînements à la demande de Jacques Santini. Il devient même le troisième gardien de l'effectif.
Lorsque la saison 1993-1994 commence, Grégory Coupet est barré par Joseph-Antoine Bell et Robin Huc. Très vite, l'équipe est rattrapé par des problèmes financiers et les ambitions non confirmées du club. En effet, Le nouveau directeur sportif Jean-Michel Larqué et le président Yves Guichard ont assuré de reconstruire le club mais en vain. Ces difficultés obligent l'entraîneur Jacques Santini à lancer plusieurs jeunes joueurs.

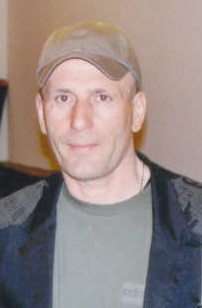
Élie Baup joue un rôle majeur dans la carrière de Coupet à l'AS Saint-Étienne.

Grégory Coupet est titularisé une première fois en match amical en janvier 1994 avant de faire ses grands débuts en division 1 quelques mois plus tard. En effet, le 26 mars 1994, Santini décide alors d’écarter Joseph-Antoine Bell et de ne pas donner sa chance à Robin Huc. Titulaire pour la première fois en professionnel, il est aligné aux côtés de joueurs comme Laurent Blanc, Étienne Mendy ou encore Roland Wohlfarth. Il réussit son match, ponctué d'une victoire 2-0 contre Angers à Geoffroy-Guichard. Il enchaîne une semaine plus tard avec une victoire contre Metz (0-1).
Mais n'étant pas un titulaire indiscutable cette saison-là, Bell revient ensuite dans les cages stéphanoises et alterne avec Huc. Finalement, Coupet joue lors des deux avant-dernières rencontres du championnat, perdues contre Lens (3-1) et le Paris Saint-Germain (2-1),. En fin de saison, marquée par plusieurs départs au sein de la direction du club, Coupet signe son premier contrat professionnel. Durant l'été 1994, il termine 3e avec l'équipe de France espoirs du Festival International Espoirs. Il sera nommé meilleur gardien de la compétition.
Au début de la saison 1994-1995, Coupet est de nouveau le troisième gardien derrière Robin Huc et Gilbert Ceccarelli, Bell étant parti à la retraite. Avant que le nouvel entraîneur, Élie Baup, ne bouleverse la hiérarchie à la suite des mauvais résultats de l'équipe. Grégory Coupet prend la place dans les buts à partir du 14 octobre 1994 contre l'AS Monaco (0-0). Mais le club traverse une période de crise et les Verts chutent à la fin du classement. Malgré des tensions dans le vestiaire stéphanois, Coupet maintient son rang jusqu'à la fin de la saison qui voit l'ASSE finir à la 18e place. Le club est repêché administrativement « grâce » à l'interdiction de montée imposée à l'Olympique de Marseille à la suite de l'affaire VA-OM. La saison suivante est encore pire : si Coupet enchaîne les matchs (36 rencontres au terme de la saison), l'AS Saint-Étienne connait la descente aux enfers avec le remplacement d’Élie Baup par Dominique Bathenay en cours de saison et une 19e place synonyme de relégation en division 2. Tout cela, pour le 20e anniversaire de la finale de coupe d'Europe 1976 perdue face au Bayern Munich. À l'âge de 23 ans, Grégory Coupet est contraint de descendre en deuxième division.
Entraîné désormais par Pierre Mankowski, l'AS Saint-Étienne repart en championnat avec une équipe recomposée avec Grégory Coupet. Les premiers matchs en division 2 sont bons et laissent présager quelque espoirs de remontée immédiate. Pourtant, les Stéphanois sont toujours dans un contexte difficile. Au fil des ans, le club a donné sa priorité aux économies et vend donc ses meilleurs joueurs. Juste avant la trêve hivernal, l'Olympique lyonnais fait la une de l'actualité avec une bagarre entre Pascal Olmeta, son gardien de but, et le défenseur Jean-Luc Sassus. Lyon décide alors de licencier Olmeta pour faute grave et a besoin d'un nouveau portier. Jean-Michel Aulas, le président de l'Olympique lyonnais, contacte alors Grégory Coupet. Dans la foulée, le président de l'ASSE, Philippe Koehl, déclare à Coupet qu'il est obligé de le vendre pour rapporter de l'argent au club, étant au plus mal financièrement. Fin décembre, en compagnie de son agent Pape Diouf et de Jean-Michel Aulas, Grégory Coupet parachève le transfert, d'un montant de sept millions de francs et en échange de Jean-Luc Sassus, et signe son contrat d'une durée de quatre ans et demi avec un nouveau salaire, multiplié par six, de 100 000 francs par mois, à l'Olympique lyonnais.
Avec l'AS Saint-Étienne, Grégory Coupet a joué 96 matchs en professionnel, 88 en championnat et 8 en coupe nationale entre mars 1994 et janvier 1997. Grégory Coupet reste l'un des meilleurs gardiens de but formés à l'ASSE avec Jean Castaneda et Jérémy Janot, celui-ci le remplace d'ailleurs au moment de son départ.

### Dix saisons à l'Olympique lyonnais (1997-2008)

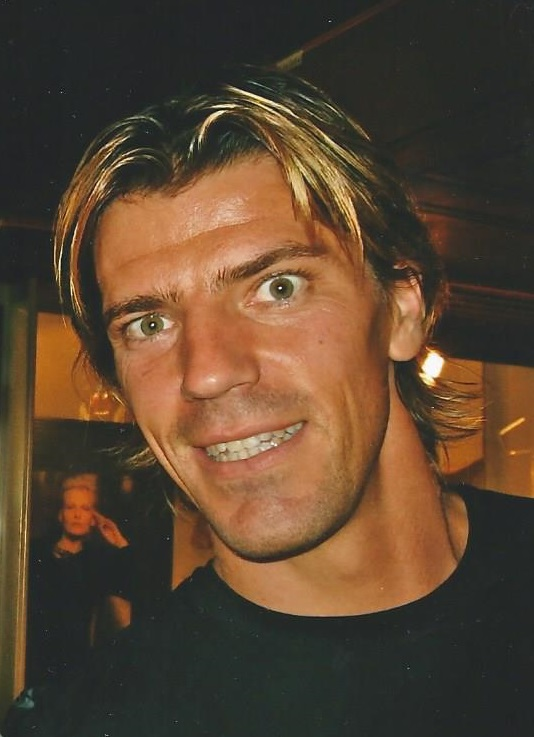
Grégory Coupet en 2007.

Titulaire dès son arrivée dans le Rhône, Coupet progresse au fil des saisons grâce à l'ancien gardien international Joël Bats et à ses entraînements spécifiques aux gardiens de but.
Il devient ainsi champion de France en 2002 après avoir connu trois podiums successifs (troisième en 1999 et 2000, deuxième en 2001), remporte la Coupe de la Ligue en 2001 et fait ses débuts en Ligue des champions. Enchaînant les bonnes prestations au sein de l'effectif lyonnais, Coupet est logiquement sélectionné en équipe de France en 2001 (sa première sélection a lieu le 1er juin à Daegu contre l'Australie lors de la Coupe des confédérations remportée par la France), avant d'y revenir régulièrement à partir de 2002 en tant que troisième gardien derrière le gardien titulaire Fabien Barthez et Ulrich Ramé.
Cependant, la hiérarchie des gardiens en équipe de France est remise en cause en février 2005 avec l'« affaire du crachat » de Fabien Barthez. Suspendu six mois de toutes compétitions, Barthez laisse la voie libre à Grégory Coupet qui fait de plus en plus l'unanimité avec son club. Champion de France une quatrième fois de rang à la fin de la saison 2004-2005, Grégory Coupet assure l'intérim.

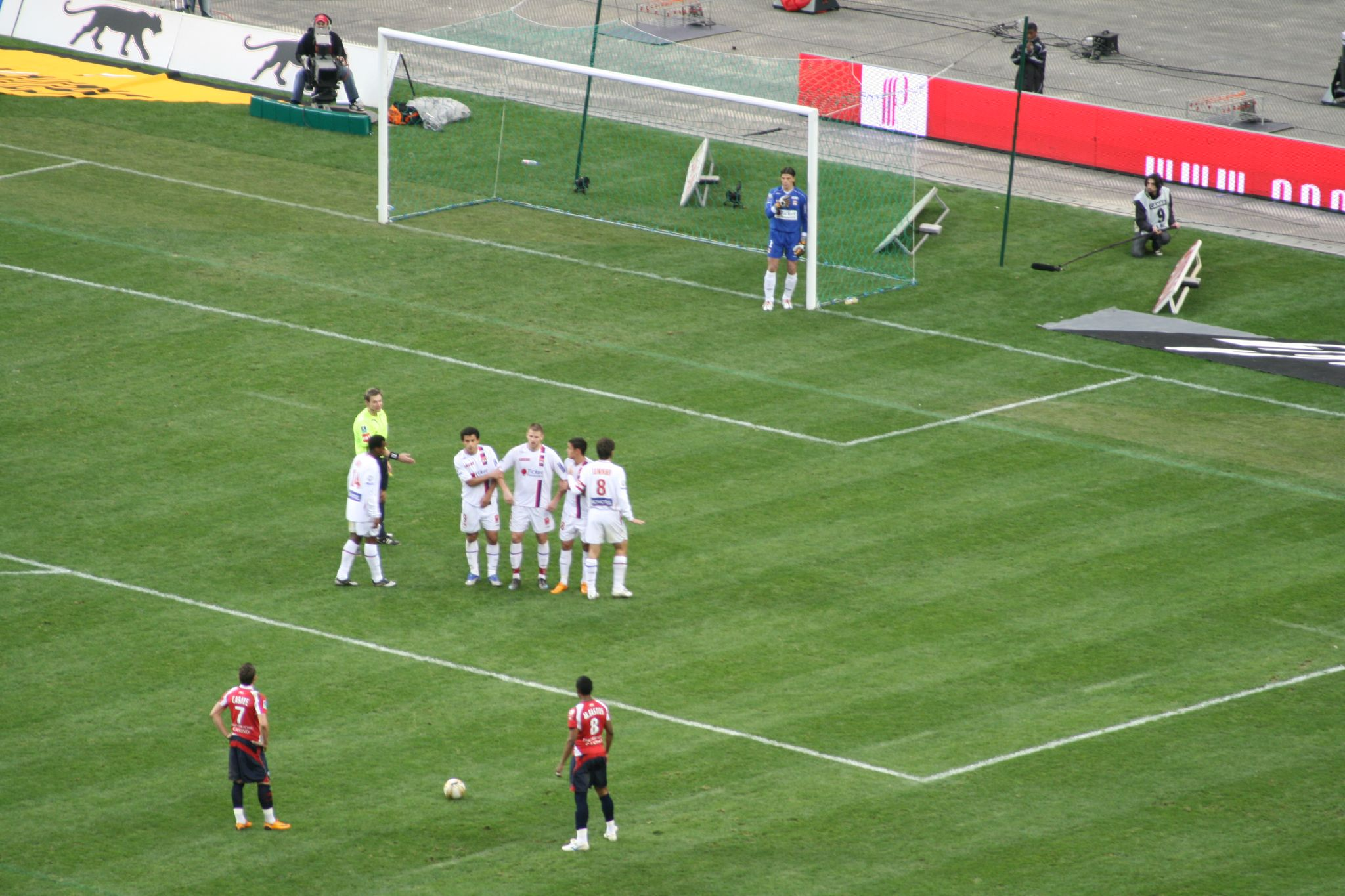
Coupet lors du match LOSC Lille-Olympique lyonnais en 2008.

Il entame la saison 2005-2006 sur les mêmes bases. La suspension de Barthez prenant fin, la question délicate de la hiérarchie des gardiens de but en équipe de France relance les débats. À travers les médias, Coupet demande au sélectionneur Raymond Domenech de la reconsidérer et affirme son envie de passer du statut de numéro deux à celui de titulaire. Commence alors une campagne médiatique divisant la France du football, voyant chacun se prononcer en faveur de Barthez ou Coupet en vue de la Coupe du monde 2006 en Allemagne. Dans le magazine télévisé Téléfoot, le gardien français annonce que « la hiérarchie est faite pour être bouleversée ».
Raymond Domenech préfère ne pas se prononcer au cours de la saison, alternant les titularisations entre les deux portiers, et attend mai 2006, soit un mois avant le début du Mondial allemand, pour annoncer sa décision : Barthez sera titulaire en Allemagne, malgré la campagne médiatique pro Coupet. Entre-temps, Coupet et l'OL remportent un cinquième championnat de France et est élu meilleur gardien de but de la saison lors des trophées UNFP.
Coupet réagit assez mal à cette non-titularisation et vit une Coupe du monde douloureuse à titre personnel, comme il le raconte par la suite à L'Équipe magazine. En effet, lors du stage de préparation à Tignes, Coupet craque et quitte le camp de l'équipe de France avant de revenir quelques heures plus tard après avoir téléphoné à sa mère. La raison de ce coup de sang : un nouveau "passe-droit" pour son concurrent direct au poste, Barthez se voyant offrir le droit de ne pas participer à l'ascension d'un col, obligatoire pour tous les autres joueurs. Un « sentiment d'injustice » l'envahit mais il se ravise et vit finalement la compétition depuis le banc des remplaçants avec Mickaël Landreau.

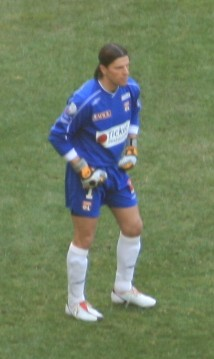
Grégory Coupet à l'Olympique lyonnais en 2008.

Il obtient un sixième titre de champion de France avec Lyon lors de la saison 2006-2007 tandis que l'équipe est éliminée de la Ligue des champions par l'AS Rome, sans avoir atteint les quarts de finale. Le 5 octobre 2006, Fabien Barthez annonce sa retraite sportive, la voie est rendue libre pour Coupet qui compte bien s'affirmer en tant que numéro un en équipe de France. Il est alors titulaire lors des éliminatoires de l'Euro 2008 contre la Géorgie (3-0) et l'Italie (3-1). Mais en décembre 2006, Fabien Barthez décide de revenir sur sa décision et annonce son retour. Les journalistes trépignent alors à l'idée d'une nouvelle rivalité en équipe de France entre deux portiers mais Barthez décide de raccrocher définitivement les crampons en avril 2007.
Grégory Coupet signe une prolongation de contrat avec l'OL deux mois plus tard, ce qui le lie au club jusqu'en 2010. Le 2 août de la même année, il se blesse aux ligaments croisés du genou à l'entraînement et son absence est alors estimée à quatre mois minimum. Rémy Vercoutre le remplace avec brio dans les cages lyonnaises alors que Mickaël Landreau est titularisé en Bleu.
Coupet effectue son retour sur les terrains le 6 janvier 2008 lors du match de Coupe de France à Créteil (0-6). Il dispute son 500e match sous le maillot lyonnais lors du huitième de finale aller de la Ligue des champions contre Manchester United le 20 février 2008 au Stade Gerland.
En mai 2008, Grégory Coupet est présélectionné par Raymond Domenech pour l'Euro 2008 aux côtés de Mickaël Landreau, Sébastien Frey et Steve Mandanda. La veille de la finale de la Coupe de France contre le Paris Saint-Germain, le gardien international annonce qu'il quitte l'Olympique lyonnais à la fin de la saison. Durant cette dernière, l'OL est sacré champion de France pour la septième fois consécutive et remporte la Coupe de France.

### Passage à l'Atlético Madrid (2008-2009)
Le 4 juillet 2008, Coupet signe officiellement à l'Atlético Madrid pour 1,5 million d'euros et se retrouve en concurrence directe avec le gardien Leo Franco, au club madrilène depuis quatre ans.
Un mois plus tard, il est l'un des absents notables de la liste de Raymond Domenech pour le match amical face à la Suède, le Marseillais Steve Mandanda et le Lyonnais Hugo Lloris lui étant préférés. Le sélectionneur tricolore réitère ses choix en ne retenant pas Grégory Coupet pour les deux matchs de qualifications à la Coupe du monde 2010 contre l'Autriche et la Serbie, les 6 et 10 septembre. Le 30 septembre 2008, Grégory Coupet annonce dans le journal France Football que pour lui, « les Bleus, c'est fini ». Il mettrait donc fin à une carrière internationale comptant 34 sélections.
Sa saison à l'Atlético Madrid est irrégulière : plus souvent remplaçant que titulaire, il ne parvient pas à déloger Leo Franco de son poste de numéro un, ce dernier tirant un certain avantage de son ancienneté au club [non neutre]. Parmi les titularisations de Coupet, les trois matchs contre le FC Barcelone (deux défaites en Coupe d'Espagne et une soirée de cauchemar en Liga au Camp Nou (défaite 1-6)) jouent en sa défaveur, même s'il est la plupart du temps abandonné par ses défenseurs face au Barça[non neutre].

### Fin de carrière au Paris SG (2009-2011)

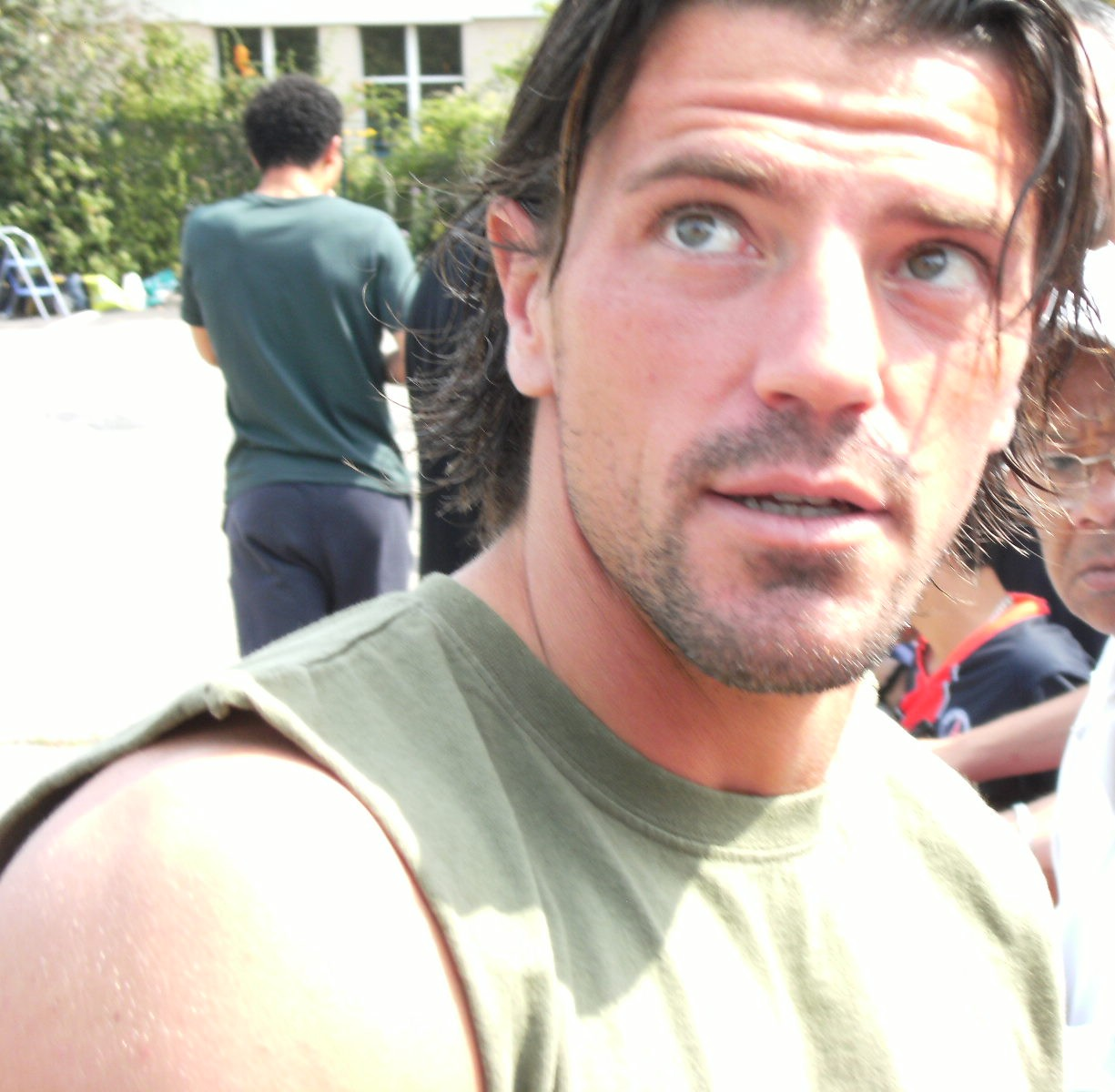
Coupet à l'entraînement avec le Paris SG au camp des Loges en 2009.

En juin 2009, il effectue son retour en Ligue 1 et remplace Mickaël Landreau, parti au Lille OSC, dans les buts du Paris Saint-Germain pour 800 000€ et un contrat de deux ans. Sur PSG TV, il annonce qu'il compte revenir en équipe de France si le sélectionneur fait appel à lui. Le 28 novembre suivant, il se fracture la cheville gauche lors du match de championnat opposant le club parisien à l'AJ Auxerre. Absent jusqu'en avril 2010, Coupet retrouve les terrains en réserve après cinq mois de soins. Auteur d'une bonne préparation durant la saison 2010-2011, il retrouve sa place de titulaire dans les cages parisiennes en début de saison avant de perdre sa place au profit d'Apoula Edel. Il redevient finalement titulaire en fin de parcours.

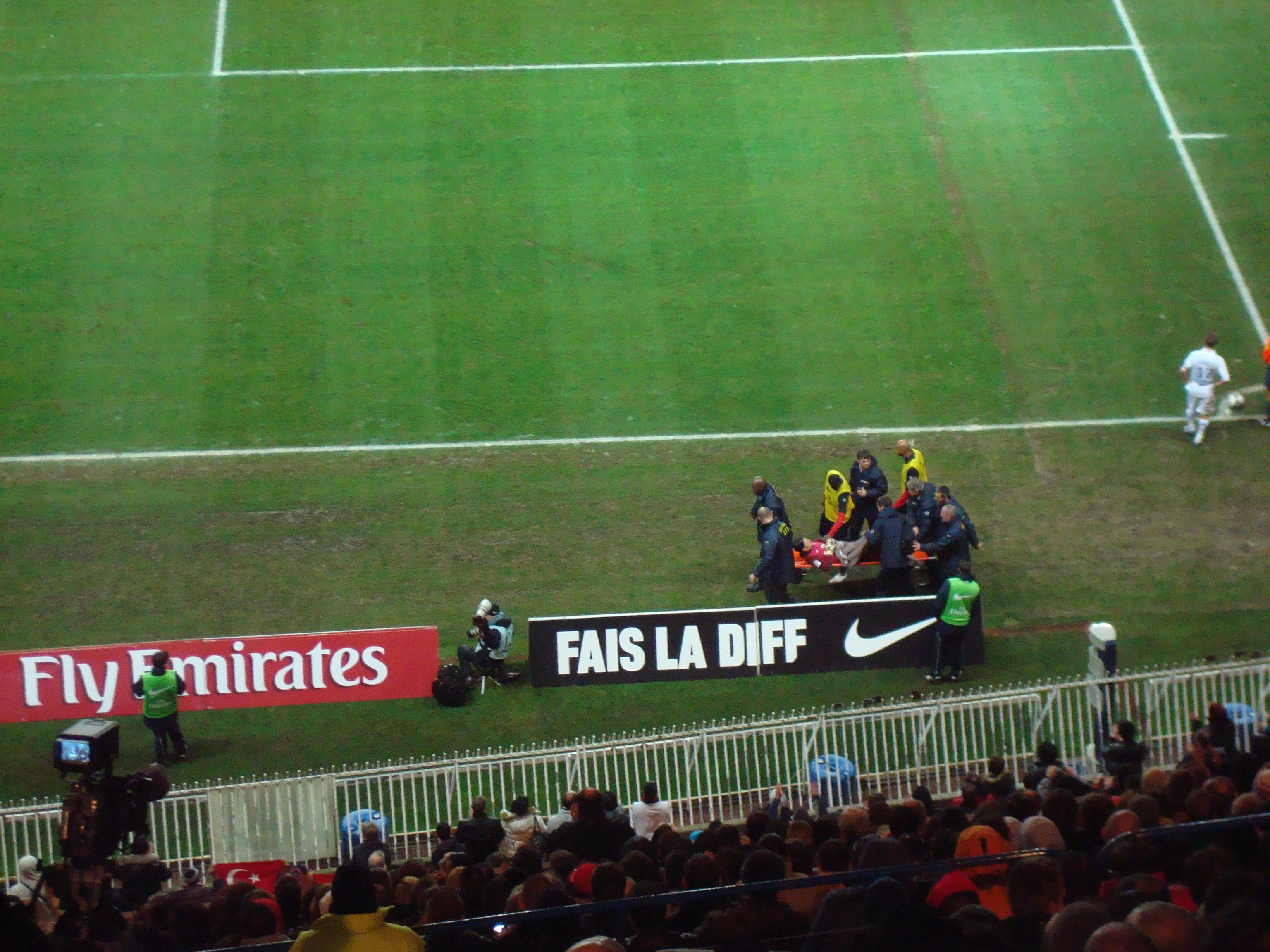
Grégory Coupet sorti sur civière, après sa grave blessure, le 28 novembre 2009 contre l'AJ Auxerre.

En 2010, il annonce qu'il arrête sa carrière à la fin de la saison 2010-2011. Le 29 mai 2011, il joue le dernier match de sa carrière lors du déplacement du club parisien à Saint-Étienne (match nul 1-1) comptant pour la dernière journée de Ligue 1.
Peu après sa retraite, alors que des rumeurs parlent d'un transfert dans le club suisse de Neuchâtel Xamax, Grégory Coupet confirme qu'il arrête sa carrière. La saison suivante, alors qu'un poste d'entraîneur des gardiens du centre de formation du PSG lui est proposé, Coupet se désiste déclarant qu'il « se voyait mal commenter tout cela à la télé et me pointer au Camp des Loges le lendemain comme si de rien n'était. J'ai voulu garder ma liberté d’expression et mon droit à la critique. ».
En 2022, le magazine So Foot le classe dans le top 1000 des meilleurs joueurs du championnat de France, à la 76e place.

### Reconversion comme consultant puis entraîneur (depuis 2011)

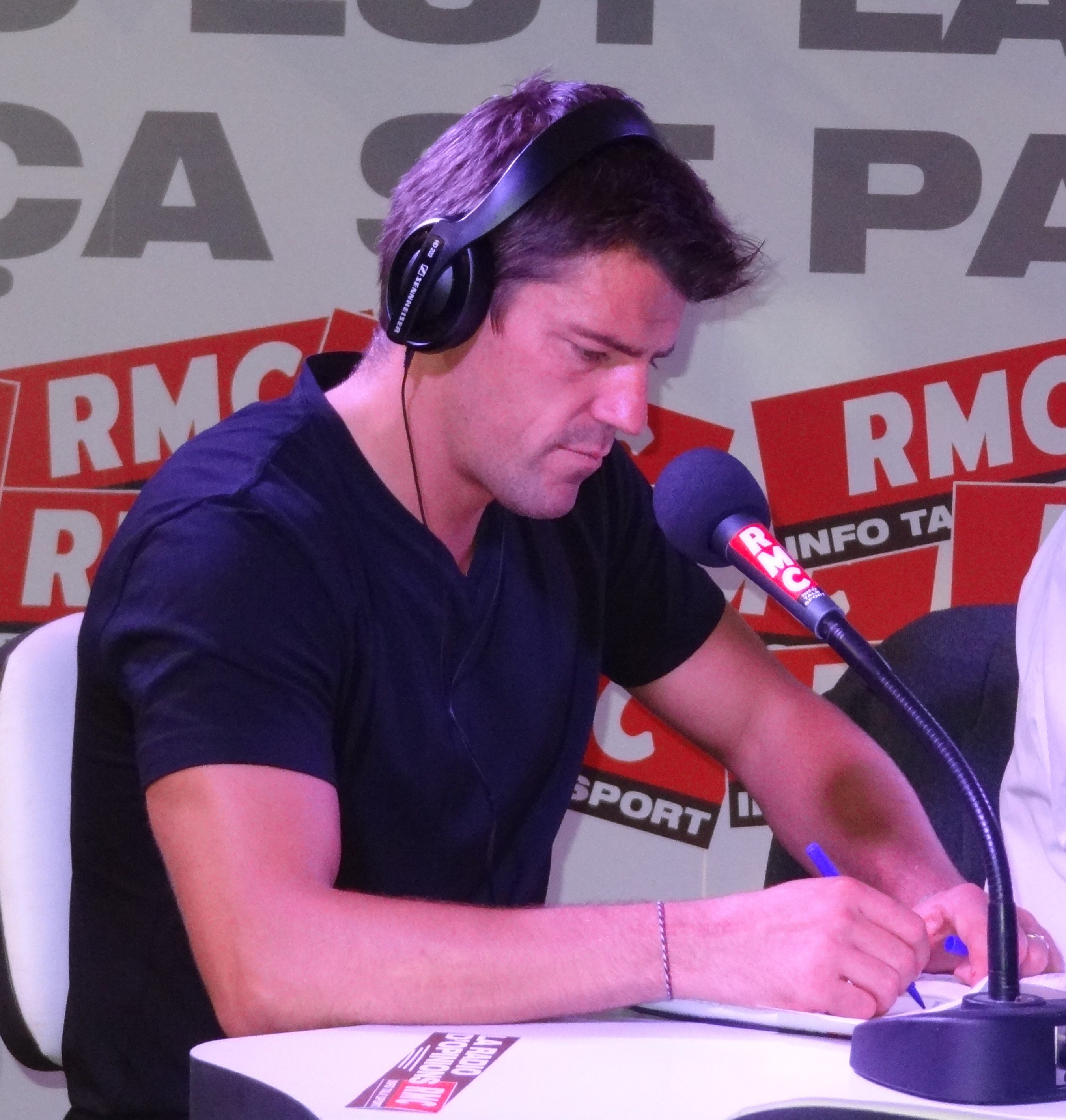
Grégory Coupet en tant que consultant dans l'émission Luis attaque sur RMC.

Quelques semaines avant la fin de sa carrière, le 29 avril 2011, Grégory Coupet sort son autobiographie nommée Arrêt de jeu écrite en collaboration avec Benjamin Danet aux Éditions du Rocher. Dans ce livre, il revient notamment sur ses relations tendues avec Raymond Domenech, alors sélectionneur de l'équipe de France.
Jeune retraité des terrains, Grégory Coupet rejoint les consultants sportifs de CFoot, la nouvelle chaine télévisée de la LFP qui émet à partir de juillet 2011 jusqu'à mai 2012. Il occupe également ce poste pour l'hebdomadaire Le 10 Sport à partir de juin 2011 où il est en compagnie de Daniel Bravo.
En septembre 2011, Grégory Coupet devient consultant sportif dans l'émission Luis attaque sur la radio RMC aux côtés de Luis Fernandez, Olivier Dacourt et Ali Benarbia. Depuis 2014, il est présent dans l'Intégrale Foot du mardi au jeudi avec Jean-Louis Tourre et Rolland Courbis.
Après l'arrêt de CFoot, Coupet est contacté par Charles Biétry (directeur de beIN Sport), en juin 2012, pour le recruter au sein de la nouvelle chaîne consacrée au football. Dès lors, il commente l'Euro 2012, participe au « Club » d’Alexandre Ruiz et aux soirées spéciales Ligue des champions. Mais peu avant Noël 2012, il décide d'arrêter son activité sur la chaîne déclarant qu'il « ne trouvai[t] pas sa place dans ces émissions ».

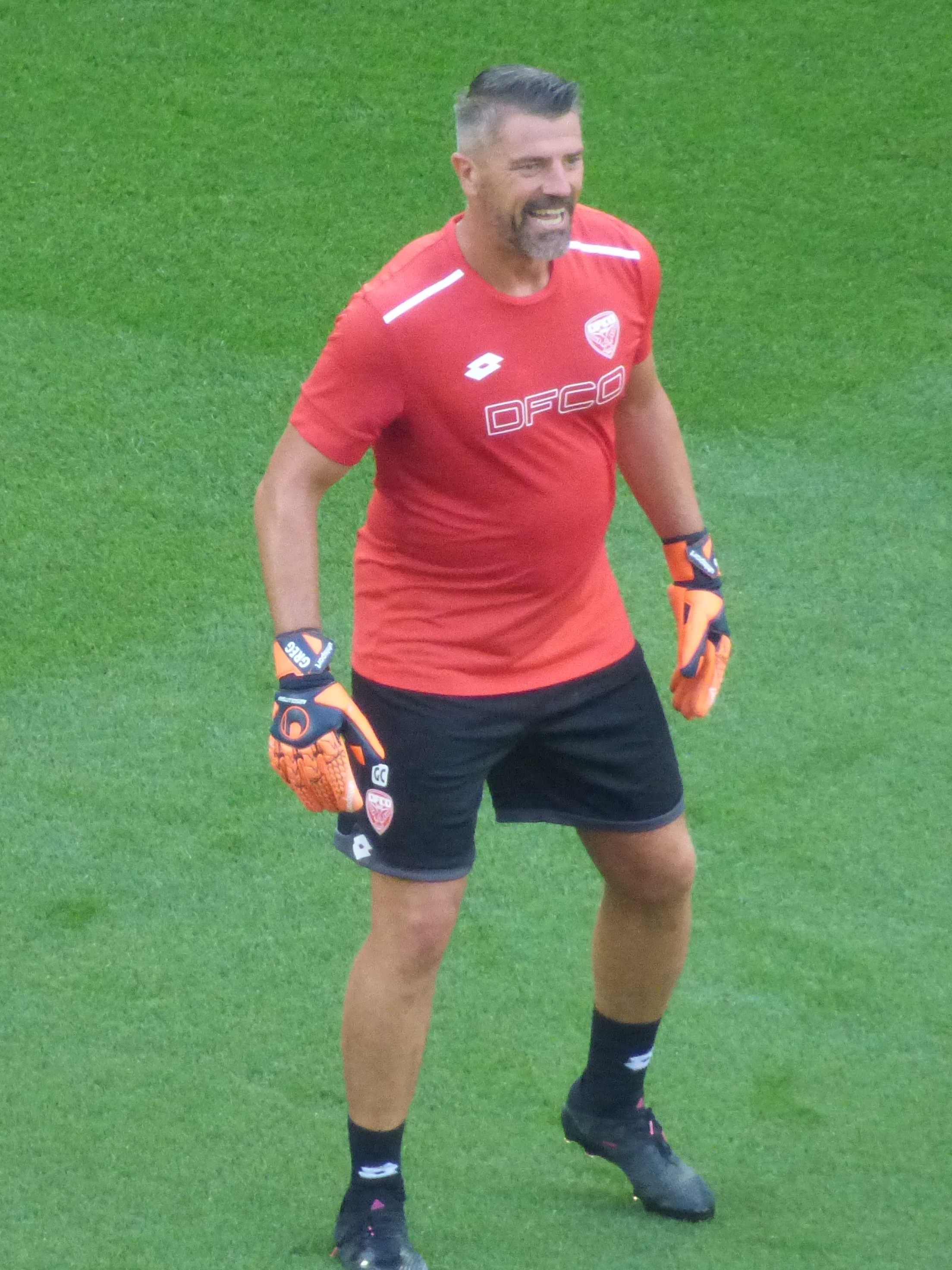
Grégory Coupet en tant qu'entraîneur des gardiens au Dijon FCO en 2020.

Coupet déclare en juin 2015 mettre un terme à ses activités de consultant média. Il annonce rejoindre un projet de formation de jeunes au football à Marrakech.
Durant la saison 2015-2016, Coupet passe son diplôme d'entraîneur de gardiens de but de football avec l'Olympique lyonnais.
Revenu au club en 2016, il officie comme entraîneur des gardiens de l'équipe réserve. Grégory Coupet succède ensuite à Joël Bats comme entraîneur des gardiens de l'équipe première.
Le 20 mai 2020, le Dijon FCO annonce l'arrivée de Grégory Coupet pour un contrat de deux ans au poste d'entraîneur des gardiens,.
Le 17 janvier 2022, il quitte le Dijon FCO et rejoint officiellement les Girondins de Bordeaux au poste d'entraîneur des gardiens. Cependant, il est écarté du staff bordelais après la relégation du club.
Au 1er Juillet 2025, il est annoncé au poste d’entraîneur des gardiens à l’AS Cannes.

## Profil de joueur et personnalité

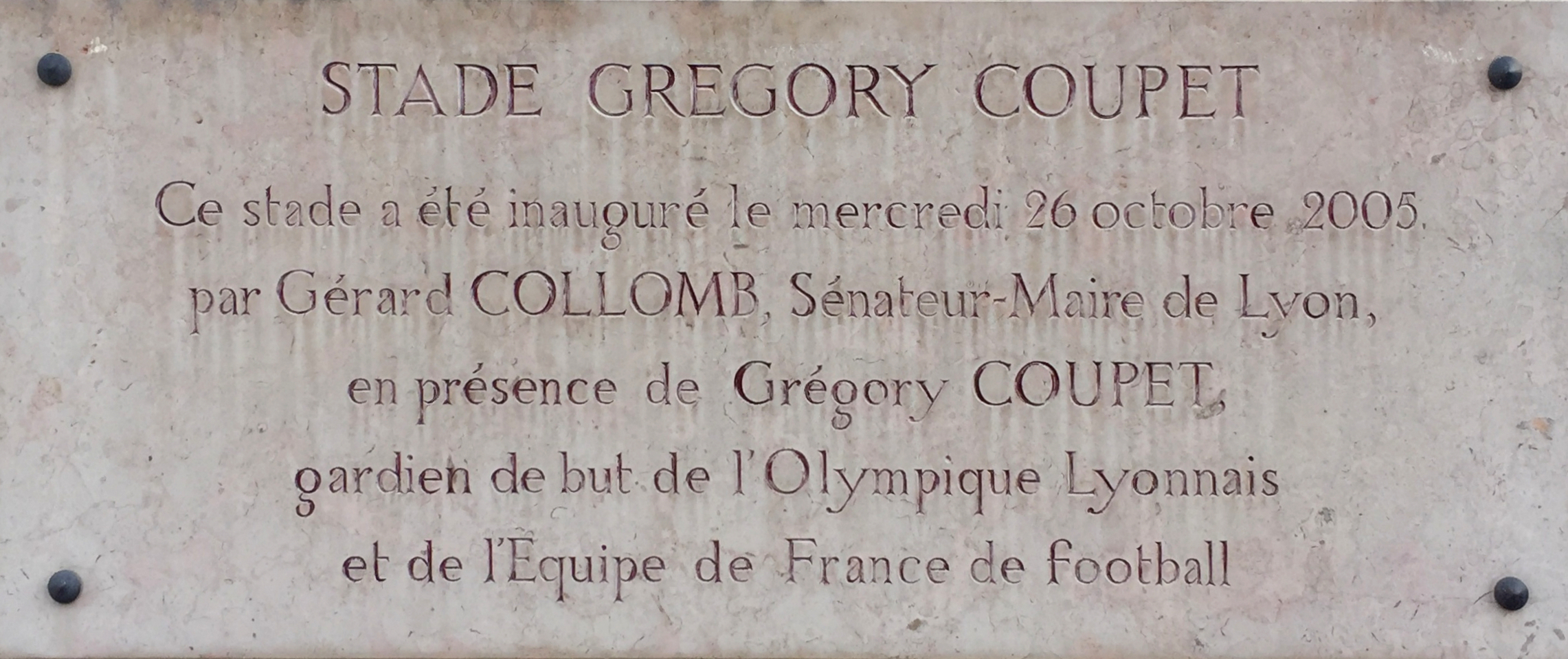
Plaque inaugurale du stade Grégory-Coupet à Lyon.

Gardien de but, Grégory Coupet possède un gabarit moyen : 1,81 m pour un poids de forme de 80 kg. Avec plus de 700 matchs en professionnel, Grégory Coupet acquit  une certaine régularité durant sa carrière. Formé au centre de formation de l'AS Saint-Étienne avec Jeannot Dées, il poursuit sa progression avec un ancien gardien international, Joël Bats, l'entraîneur des gardiens à l'Olympique lyonnais, pendant huit ans,. Il termine sa carrière sous les ordres de Nicolas Dehon puis Gilles Bourges au Paris Saint-Germain,.

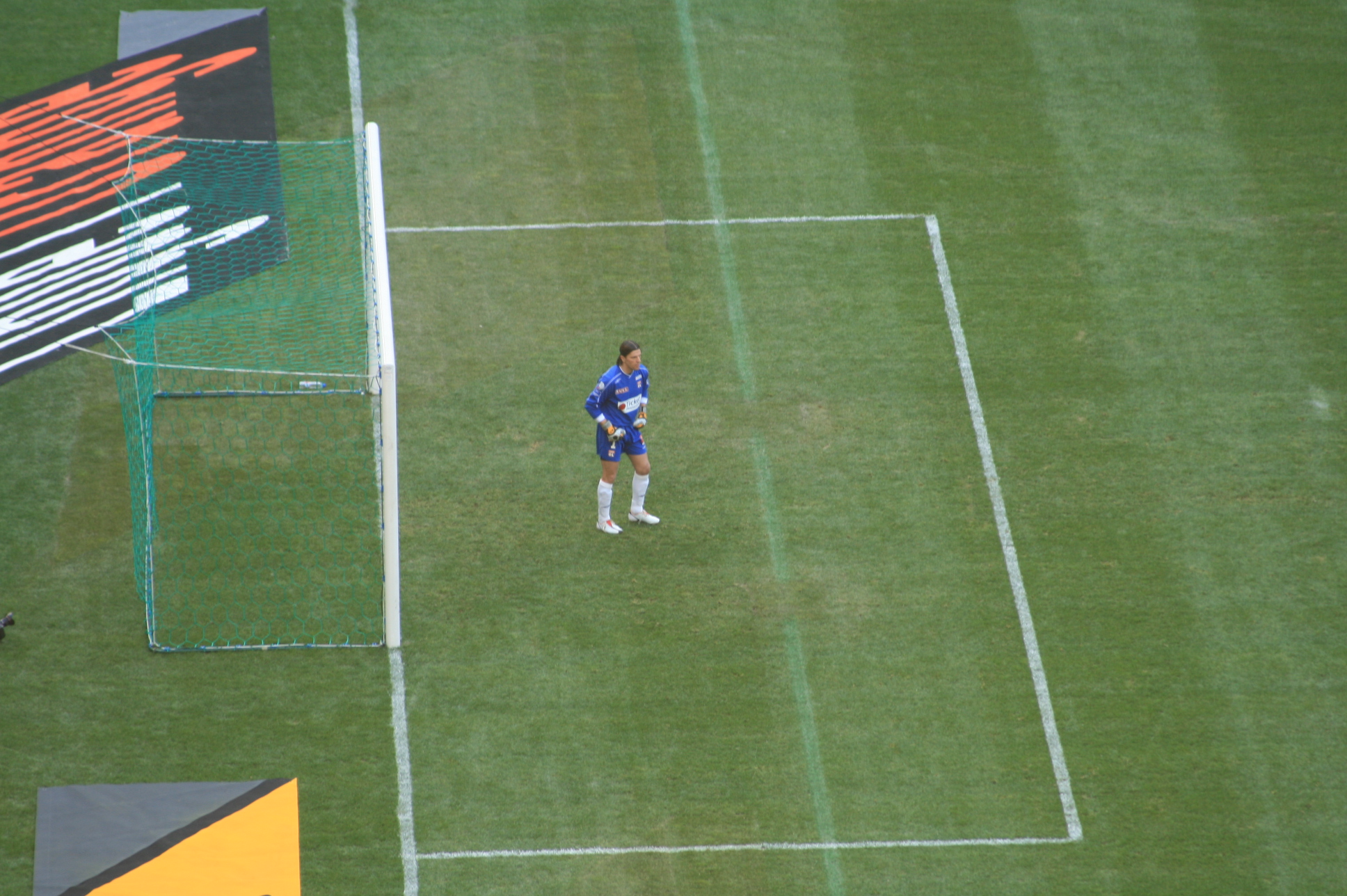
Grégory Coupet, positionné dans sa surface de réparation, en mars 2008.

Ses performances collectives, notamment avec l’Olympique lyonnais, et ses qualités individuelles font de lui un des meilleurs gardiens de but français au cours des années 2000. En plus de son talent, Coupet est reconnu pour la qualité de son travail. En effet, lors d'entraînements, il n'hésite pas à se rajouter des séances de musculation afin de « se sentir mieux » selon lui. Débordant d'énergie, Coupet est un gardien très réactif sur sa ligne. À l'aise sur les ballons aériens, explosif dans ses sorties et possédant de très bons réflexes, il se rapproche du prototype du gardien modèle. Également très autoritaire avec ses défenseurs, il n'hésite pas à recadrer l'un de ses partenaires. Sa motivation permanente ainsi que sa « culture de la gagne » lui auraient permis de devenir capitaine mais celui-ci a toujours refusé. Il parvient à reprendre la compétition à haut niveau malgré plusieurs blessures dont deux graves en août 2007 (rupture du ligament du genou gauche) et novembre 2009 (fracture de la cheville gauche). Ses deux grosses blessures l’amènent à suivre une rééducation très rythmée, qui forge en lui un mental encore plus fort. Provoquant peu de fois le « buzz » à la suite d'une « boulette », Coupet réalise souvent plusieurs parades décisives permettant à son équipe de rester dans le match comme lors de matchs contre  Blackburn (1998), Barcelone (2001), Bayer Leverkusen (2001), Madrid (2006), Milan (2006) en coupe d'Europe ou encore Nantes (2005) en championnat.
Personnage à grand caractère, Coupet n'hésite pas à pousser un « coup de gueule » quand il le veut ou bien encore « péter les plombs » comme lors du stage de Tignes en 2006 avec l'équipe de France. Souvent présent dans les médias pour commenter l’actualité footballistique et les performances de gardiens, il s'avère parfois être très critique envers ses collègues. De plus, il a plusieurs accrochages, durant sa carrière, avec certains de ses dirigeants comme Roger Lemerre, Alain Perrin Raymond Domenech ou encore avec Jean-Michel Aulas lors de son transfert à l'Atlético Madrid.
Par ailleurs, Grégory Coupet est un grand amateur de rugby à XV, il supporte notamment le XV de France, mais également de padel qu'il pratique régulièrement. Il a notamment gagné, depuis 2023, des tournois homologués P100 et P250 et s'entraine de façon hebdomadaire à l'avant et l'après match.

## Statistiques

### Statistiques détaillées par saison
| Saison                | Club                  | Championnat           | Championnat | Championnat | Coupe nationale | Coupe nationale | Coupe de la Ligue | Coupe de la Ligue | Supercoupe | Supercoupe | Compétition(s) continentale(s) | Compétition(s) continentale(s) | Compétition(s) continentale(s) | France | France | Total | Total |
| Saison                | Club                  | Division              | M.          | B.          | M.              | B.              | M.                | B.                | M.         | B.         | Comp.                          | M.                             | B.                             | M.     | B.     | M.    | B.    |
| 1993-1994             | AS Saint-Étienne      | Division 1            | 4           | 0           | -               | -               | -                 | -                 | -          | -          | -                              | -                              | -                              | -      | -      | 4     | 0     |
| 1994-1995             | AS Saint-Étienne      | Division 1            | 26          | 0           | 2               | 0               | 1                 | 0                 | -          | -          | -                              | -                              | -                              | -      | -      | 29    | 0     |
| 1995-1996             | AS Saint-Étienne      | Division 1            | 36          | 0           | 4               | 0               | 2                 | 0                 | -          | -          | -                              | -                              | -                              | -      | -      | 42    | 0     |
| 1996-1997             | AS Saint-Étienne      | Division 2            | 22          | 0           | 2               | 0               | 2                 | 0                 | -          | -          | -                              | -                              | -                              | -      | -      | 26    | 0     |
| Sous-total            | Sous-total            | Sous-total            | 88          | 0           | 8               | 0               | 5                 | 0                 | -          | -          | -                              | -                              | -                              | -      | -      | 101   | 0     |
| 1996-1997             | Olympique lyonnais    | Division 1            | 15          | 0           | 1               | 0               | 2                 | 0                 | -          | -          | -                              | -                              | -                              | -      | -      | 18    | 0     |
| 1997-1998             | Olympique lyonnais    | Division 1            | 31          | 0           | 6               | 0               | 1                 | 0                 | -          | -          | CI+C3                          | 7+4                            | 0                              | -      | -      | 49    | 0     |
| 1998-1999             | Olympique lyonnais    | Division 1            | 34          | 0           | 2               | 0               | 1                 | 0                 | -          | -          | C3                             | 8                              | 0                              | -      | -      | 45    | 0     |
| 1999-2000             | Olympique lyonnais    | Division 1            | 34          | 0           | 7               | 0               | 3                 | 0                 | -          | -          | C1+C3                          | 2+6                            | 0                              | -      | -      | 52    | 0     |
| 2000-2001             | Olympique lyonnais    | Division 1            | 32          | 0           | 9               | 0               | 5                 | 0                 | -          | -          | C1                             | 14                             | 0                              | 1      | 0      | 61    | 0     |
| 2001-2002             | Olympique lyonnais    | Division 1            | 34          | 0           | 4               | 0               | 2                 | 0                 | 1          | 0          | C1+C3                          | 6+4                            | 0                              | -      | -      | 51    | 0     |
| 2002-2003             | Olympique lyonnais    | Ligue 1               | 35          | 0           | 4               | 0               | 2                 | 0                 | 1          | 0          | C1+C3                          | 6+2                            | 0                              | 4      | 0      | 54    | 0     |
| 2003-2004             | Olympique lyonnais    | Ligue 1               | 35          | 0           | 4               | 0               | -                 | -                 | 1          | 0          | C1                             | 9                              | 0                              | 3      | 0      | 52    | 0     |
| 2004-2005             | Olympique lyonnais    | Ligue 1               | 31          | 0           | 4               | 0               | -                 | -                 | 1          | 0          | C1                             | 8                              | 0                              | 4      | 0      | 48    | 0     |
| 2005-2006             | Olympique lyonnais    | Ligue 1               | 37          | 0           | 5               | 0               | -                 | -                 | -          | -          | C1                             | 9                              | 0                              | 6      | 0      | 57    | 0     |
| 2006-2007             | Olympique lyonnais    | Ligue 1               | 33          | 0           | 1               | 0               | -                 | -                 | 1          | 0          | C1                             | 7                              | 0                              | 9      | 0      | 51    | 0     |
| 2007-2008             | Olympique lyonnais    | Ligue 1               | 19          | 0           | 8               | 0               | 1                 | 0                 | -          | -          | C1                             | 2                              | 0                              | 7      | 0      | 37    | 0     |
| Sous-total            | Sous-total            | Sous-total            | 370         | 0           | 55              | 0               | 17                | 0                 | 5          | 0          | -                              | 94                             | 0                              | 34     | 0      | 575   | 0     |
| 2008-2009             | Atlético Madrid       | Liga                  | 6           | 0           | 3               | 0               | -                 | -                 | -          | -          | C1                             | 2                              | 0                              | -      | -      | 11    | 0     |
| Sous-total            | Sous-total            | Sous-total            | 6           | 0           | 3               | 0               | -                 | -                 | -          | -          | -                              | 2                              | 0                              | -      | -      | 11    | 0     |
| 2009-2010             | Paris Saint-Germain   | Ligue 1               | 16          | 0           | 1               | 0               | 1                 | 0                 | -          | -          | -                              | -                              | -                              | -      | -      | 18    | 0     |
| 2010-2011             | Paris Saint-Germain   | Ligue 1               | 15          | 0           | 8               | 0               | 3                 | 0                 | -          | -          | C3                             | 1                              | 0                              | -      | -      | 27    | 0     |
| Sous-total            | Sous-total            | Sous-total            | 31          | 0           | 9               | 0               | 4                 | 0                 | -          | -          | -                              | 1                              | 0                              | -      | -      | 45    | 0     |
| Total sur la carrière | Total sur la carrière | Total sur la carrière | 495         | 0           | 75              | 0               | 26                | 0                 | 5          | 0          | -                              | 97                             | 0                              | 34     | 0      | 732   | 0     |

### Matchs internationaux
Sous les couleurs de l'équipe nationale, Grégory Coupet a disputé 34 matchs avec les Bleus avec 19 victoires, 9 matchs nuls, 6 défaites et a encaissé 16 buts au total entre 2001 et 2008.
| Matchs internationaux de Grégory Coupet | Matchs internationaux de Grégory Coupet | Matchs internationaux de Grégory Coupet              | Matchs internationaux de Grégory Coupet | Matchs internationaux de Grégory Coupet | Matchs internationaux de Grégory Coupet | Matchs internationaux de Grégory Coupet |
|                                         | Date                                    | Lieu                                                 | Adversaire                              | Résultat                                | Compétition                             |                                         |
| --------------------------------------- | --------------------------------------- | ---------------------------------------------------- | --------------------------------------- | --------------------------------------- | --------------------------------------- | --------------------------------------- |
| 1                                       | 1er juin 2001                           | Daegu World Cup Stadium, Daegu, Corée du Sud         | Australie                               | 1-0                                     | Coupe des confédérations 2001           |                                         |
| 2                                       | 21 août 2002                            | Stade du 7-Novembre, Radès, Tunisie                  | Tunisie                                 | 1-1                                     | Match amical                            |                                         |
| 3                                       | 7 septembre 2002                        | Stade GSP, Nicosie, Chypre                           | Chypre                                  | 2-1                                     | Qualifications Euro 2004                |                                         |
| 4                                       | 18 juin 2003                            | Stade de Gerland, Lyon, France                       | Colombie                                | 1-0                                     | Coupe des confédérations 2003           |                                         |
| 5                                       | 26 juin 2003                            | Stade de France, Saint-Denis, France                 | Turquie                                 | 3-2                                     | Coupe des confédérations 2003           |                                         |
| 6                                       | 15 novembre 2003                        | AufSchalke Arena, Gelsenkirchen, Allemagne           | Allemagne                               | 3-0                                     | Match amical                            |                                         |
| 7                                       | 20 mai 2004                             | Stade de France, Saint-Denis, France                 | Brésil                                  | 0-0                                     | Match amical                            |                                         |
| 8                                       | 28 mai 2004                             | Stade de la Mosson, Montpellier, France              | Andorre                                 | 4-0                                     | Match amical                            |                                         |
| 9                                       | 4 septembre 2004                        | Stade de France, Saint-Denis, France                 | Israël                                  | 0-0                                     | Qualifications Mondial 2006             |                                         |
| 10                                      | 8 septembre 2004                        | Tórsvøllur, Tórshavn, Îles Féroé                     | Îles Féroé                              | 2-0                                     | Qualifications Mondial 2006             |                                         |
| 11                                      | 9 février 2005                          | Stade de France, Saint-Denis, France                 | Suède                                   | 1-1                                     | Match amical                            |                                         |
| 12                                      | 31 mai 2005                             | Stade Saint-Symphorien, Metz, France                 | Hongrie                                 | 2-1                                     | Match amical                            |                                         |
| 13                                      | 17 août 2005                            | Stade de la Mosson, Montpellier, France              | Côte d'Ivoire                           | 3-0                                     | Match amical                            |                                         |
| 14                                      | 3 septembre 2005                        | Stade Félix-Bollaert, Lens, France                   | Îles Féroé                              | 3-0                                     | Qualifications Mondial 2006             |                                         |
| 15                                      | 7 septembre 2005                        | Lansdowne Road, Dublin, Irlande                      | République d'Irlande                    | 1-0                                     | Qualifications Mondial 2006             |                                         |
| 16                                      | 8 octobre 2005                          | Stade du Wankdorf, Berne, Suisse                     | Suisse                                  | 1-1                                     | Qualifications Mondial 2006             |                                         |
| 17                                      | 12 octobre 2005                         | Stade de France, Saint-Denis, France                 | Chypre                                  | 4-0                                     | Qualifications Mondial 2006             |                                         |
| 18                                      | 12 novembre 2005                        | Stade de France, Saint-Denis, France                 | Allemagne                               | 0-0                                     | Match amical                            |                                         |
| 19                                      | 16 août 2006                            | Stade olympique Koševo, Sarajevo, Bosnie-Herzégovine | Bosnie-Herzégovine                      | 2-1                                     | Match amical                            |                                         |
| 20                                      | 2 septembre 2006                        | Stade de France, Saint-Denis, France                 | Géorgie                                 | 3-0                                     | Qualifications Euro 2008                |                                         |
| 21                                      | 6 septembre 2006                        | Stade de France, Saint-Denis, France                 | Italie                                  | 3-1                                     | Qualifications Euro 2008                |                                         |
| 22                                      | 7 octobre 2006                          | Hampden Park, Glasgow, Écosse                        | Écosse                                  | 1-0                                     | Qualifications Euro 2008                |                                         |
| 23                                      | 15 novembre 2006                        | Stade de France, Saint-Denis, France                 | Grèce                                   | 1-0                                     | Match amical                            |                                         |
| 24                                      | 7 février 2007                          | Stade de France, Saint-Denis, France                 | Argentine                               | 1-0                                     | Match amical                            |                                         |
| 25                                      | 24 mars 2007                            | S. Dariaus ir S. Girėno stadionas, Kaunas, Lituanie  | Lituanie                                | 1-0                                     | Qualifications Euro 2008                |                                         |
| 26                                      | 28 mars 2007                            | Stade de France, Saint-Denis, France                 | Autriche                                | 1-0                                     | Match amical                            |                                         |
| 27                                      | 2 juin 2007                             | Stade de France, Saint-Denis, France                 | Ukraine                                 | 2-0                                     | Qualifications Euro 2008                |                                         |
| 28                                      | 6 février 2008                          | Stade La Rosaleda, Malaga, Espagne                   | Espagne                                 | 1-0                                     | Match amical                            |                                         |
| 29                                      | 26 mars 2008                            | Stade de France, Saint-Denis, France                 | Angleterre                              | 1-0                                     | Match amical                            |                                         |
| 30                                      | 31 mai 2008                             | Stadium, Toulouse, France                            | Paraguay                                | 0-0                                     | Match amical                            |                                         |
| 31                                      | 3 juin 2008                             | Stade de France, Saint-Denis, France                 | Colombie                                | 1-0                                     | Match amical                            |                                         |
| 32                                      | 9 juin 2008                             | Stade du Letzigrund, Zurich, Suisse                  | Roumanie                                | 0-0                                     | Euro 2008                               |                                         |
| 33                                      | 13 juin 2008                            | Stade du Wankdorf, Berne, Suisse                     | Pays-Bas                                | 4-1                                     | Euro 2008                               |                                         |
| 34                                      | 17 juin 2008                            | Stade du Letzigrund, Zurich, Suisse                  | Italie                                  | 2-0                                     | Euro 2008                               |                                         |

NB : Les scores sont affichés sans tenir compte du sens conventionnel en cas de match à l'extérieur (France-Adversaire)

## Palmarès

### En club

Grégory Coupet remporte le championnat de France à sept reprises entre 2002 et 2008 avec l'Olympique lyonnais.

Grégory Coupet dispute son premier match professionnel le 26 mars 1994 lors d'une rencontre opposant l'AS Saint-Étienne et le SCO Angers. Avec les Verts il ne remporte aucun trophée. Arrivé à l'Olympique lyonnais, il est vice-champion de France en 2001 avant de remporter sept fois la ligue 1, successivement en 2002, 2003, 2004, 2005, 2006, 2007 et 2008. Il remporte aussi la coupe de France en 2008, la coupe de la Ligue en 2001 et la coupe Intertoto en 1997. Coupet gagne le Trophée des champions en 2002, 2003, 2004, 2005, 2007,. Il est le joueur le plus titré et ayant joué le plus de matchs dans cette compétition. Enfin, il est finaliste du trophée des champions en 2010 et de la coupe de France en 2011, avec le Paris Saint-Germain.

### En sélection nationale
Avec l'équipe de France, il totalise trente-quatre sélections entre 2001 et 2008. Sous les couleurs de l'équipe nationale, il remporte la Coupe des confédérations en 2001 et 2003. Il est également sélectionné pour la coupe du monde 2002, l'Euro 2004 et la coupe du monde 2006 où il est finaliste de cette dernière, sans toutefois jouer un seul match dans ces trois compétitions. Il devient le gardien titulaire des Bleus après la Coupe du Monde 2006 et le départ à la retraite de Fabien Barthez jusqu'a la fin de l'Euro 2008 où il met fin à sa carrière internationale.

### Distinctions individuelles
Individuellement, Grégory Coupet est plébiscité meilleur gardien du Festival International Espoirs en 1994. Élu meilleur gardien du championnat de France aux trophées UNFP en 2003, 2004, 2005 et 2006, il est présent dans l'équipe type de Ligue 1 ces mêmes années,. En outre, il reçoit le trophée du joueur du mois UNFP en septembre 2005.